# 멘지캉
멘지캉(티베트어: བོད་ཀྱི་སྨན་རྩིས་ཁང་, 와일리어: bod kyi sman rtsis khang) 티베트의 의료 및 천체 연구소라고도 알려진 인도의 히마찰프라데시의 다람샬라에 본사를 둔 자선 기관이다.

## 역사
이 연구소는 1916년, 라사에서 제 13대 달라이 라마에 의해 설립되었다. 중국의 티베트 점령 후의 후유증으로, 제 14대 달라이 라마가 인도로 와서 1961년 6월 2일에 다음과 같은 임무를 수행하여 기관을 재건했다.
- 티베트의 천문학과 점성술뿐만 아니라 티베트 의학을 장려하고 실천하며, 보존한다. 그리고 이러한 분야의 지식을 젊은 세대의 티베트 사람들에게 전수하는 것이다.
- 카스트, 피부색 또는 신념에 관계없이 사람들에게 건강 관리 및 사회 서비스를 제공한다.
- 서비스 지향적인 의료 서비스를 제공한다.

이 기관은 의학과의 의사/의학 분야의 교사인 벤 예시 돈덴(Ven Dr. Yeshi Dhonden)과 점성술 분야의 점성가인 벤 우코르와 로도에 갸초(Ven Dukhorwa Lodoe Gyatso)와 함께 시작하였다.

## 관리
이 연구소는 가장 크게 행정부와 문화부라는 두 가지 종류의 부서로 관리 된다.

### 행정부
멘지캉의 본사는 두 개의 주요 사무소로 구성된다. 이사 및 호적등록관에서, 이사는 수 세기 동안 지속되어 온 법을 보존할 뿐만 아니라, 전 세계적으로 의료 서비스를 제공하기 위해 분산적이고 민주적인 방식으로 기관을 이끌고 있다. 등록 담당자는 기관의 각 부서가 인도 정부의 규칙 및 규정을 준수하는지 확인해야 할 의무와 책임이 있다.
지점의 전반적인 관리와 효율성을 확보하기 위해 각 지역의 병원 사무실이 설치되었다. 이 사무실 치하에는 주로 인도에, 53개의 지부 병원이 있다. 이러한 지부 병원들은 카스트, 인종, 성별에 관계없이 모든 사람에게 의료 서비스를 제공하는 주요 책임을 지고 있다. 비교적 작은 마을에 있는 멘지캉은 일반적으로 의사 1명, 간호사 1명, 약사 1명으로 구성되며, 대도시에서는 의사 2명, 간호사 1명, 약사 2명, 접수원 1명 및 기타 생산직 직원으로 구성된다.

### 문화부

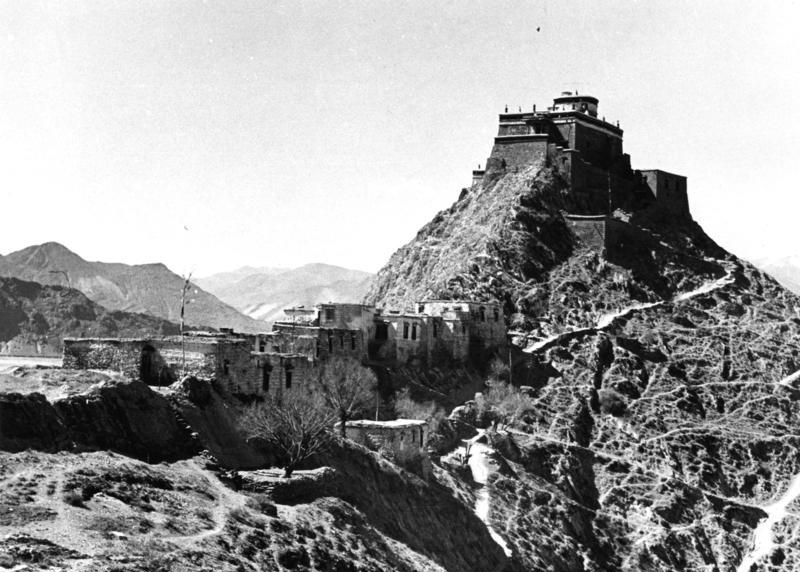
창포리(Chanpori, 강철의 언덕) 위에 파괴된 멘지캉의 1938년 사진이다. '서쪽 문' 또는 파르고 칼링(Pargo Kaling)이라고도 불린다. 멘지캉과 파르고 칼링은 1959년 3월 10일에 일어난 봉기 중 14대 달라이 라마가 인도로 추방 된 동안 파괴되었다.

- 티베트 전통 의학 & 천문대학은 1961년에 세워졌다. 티(Thi)는 티베트 의사들과 점성가들이 5년 동안 훈련을 받고, 인도 전역의 멘지캉 지부 병원에서 1년 동안 인턴을하는 부서이다. 학생들은 입학 시험을 통해 선발한다. 현재는 학생 25명, 부양인 2명, 외국인 1명, 히말라야인 1명씩의 자리가 있다. 243명의 티베트 의사와 47명의 티베트 점성가는 대학을 졸업했으며 모두 카추파(Kachupa, 학사) 학위를 받았다.[1]
- 점성술 부서는 1960년에 처음 설립되었으며, 1967년까지 독립 기관이었다. 점성술 부서는 전통적인 "Phugluk" 이라고 하는 계산 방법을 사용하여 연간 연감, 달력, 부적 및 별자리를 티베트어와 영어로 제작한다. 이 부서는 중요한 인간활동을 시작하기 전에 필요한 계산을 수행하는 다양한 조직을 지원한다. 티베트식 점성술에는 출생 (운세)해석, 결혼 궁합 보기, 액운 보기, 건강운 보기, 하루 연애운 보기, 의료 준비 계획 해석 및 티베트어와 영어로 하는 죽음 보기가 포함된다. 또한 이들은 손님, 언론인 및 기타 관심있는 사람들을 즐겁게하여 티베트 점성술에 대한 인식을 확산시키고, 이 풍부한 티베트의 전통 문화를 보존하고, 홍보 및 개발하기도 한다.
- 약물학 부서는 약초, 특히 아직 확인되지 않았거나 잘못 식별된 약초와 같은 정보를 정정하는 것에 대한 연구를 진행한다. 이 연구는 정확하고 믿을 수 있는 출처를 검토하고 티베트 외부와 내부에 거주하는 저명한 티베트 전통 의학 전문 의사의 조언을 구하는 방식으로 진행된다. 이 부서는 또한 티베트 약초와 아유르베다 같은 약초를 비교 연구하고 약초의 다양한 이름, 서식지 및 약초의 효능을 다루는 등의 내용과 그림이 첨부된 책을 출판한다. 이 부서의 작업은 데시 상예 갸초가 쓴 88개의 의학을 다룬 내용이 있는 두루마리에 그려진 그림을 기반으로 한다.
- 문서 및 출판부는 1995년에 설립되었다. 부서의 이름은 총 세 번 바뀌었는데, '편집부와 출판부', '소리그 문학부'(Sorig Literary Department)와 '멘지 문학 연구부'(Mentsee Literary Research Department)로 바뀌었다. 부서는 티베트의 위대한 학자들의 다양한 작품, 특히 희귀하고 희소성 있는 작품을 수집하고 엮는 책임을 지고 있다. 이 부서는 또한 티베트 전통 의학 및 점성술에 대한 연구를 수행하고 정기적으로 티베트어로 된 학술지를 발행하며, 이를 번역하여 영어로 된 학술지 역시 발행하기도 한다. 또한, 멘지캉의 황금 연휴 축하 행사에 대한 새로운 티베트 웹 사이트 www.mentsee.org를 개설하여 티베트 의학 및 점성술에 대한 지식의 인식을 높이기도 한다. 공식 사이트에 따르면, '티베트 전통 의학에 관심이 있는 사람들에게도 티베트 전통 의학에 대한 정보를 전해주는 것도 목표에 들어간다.

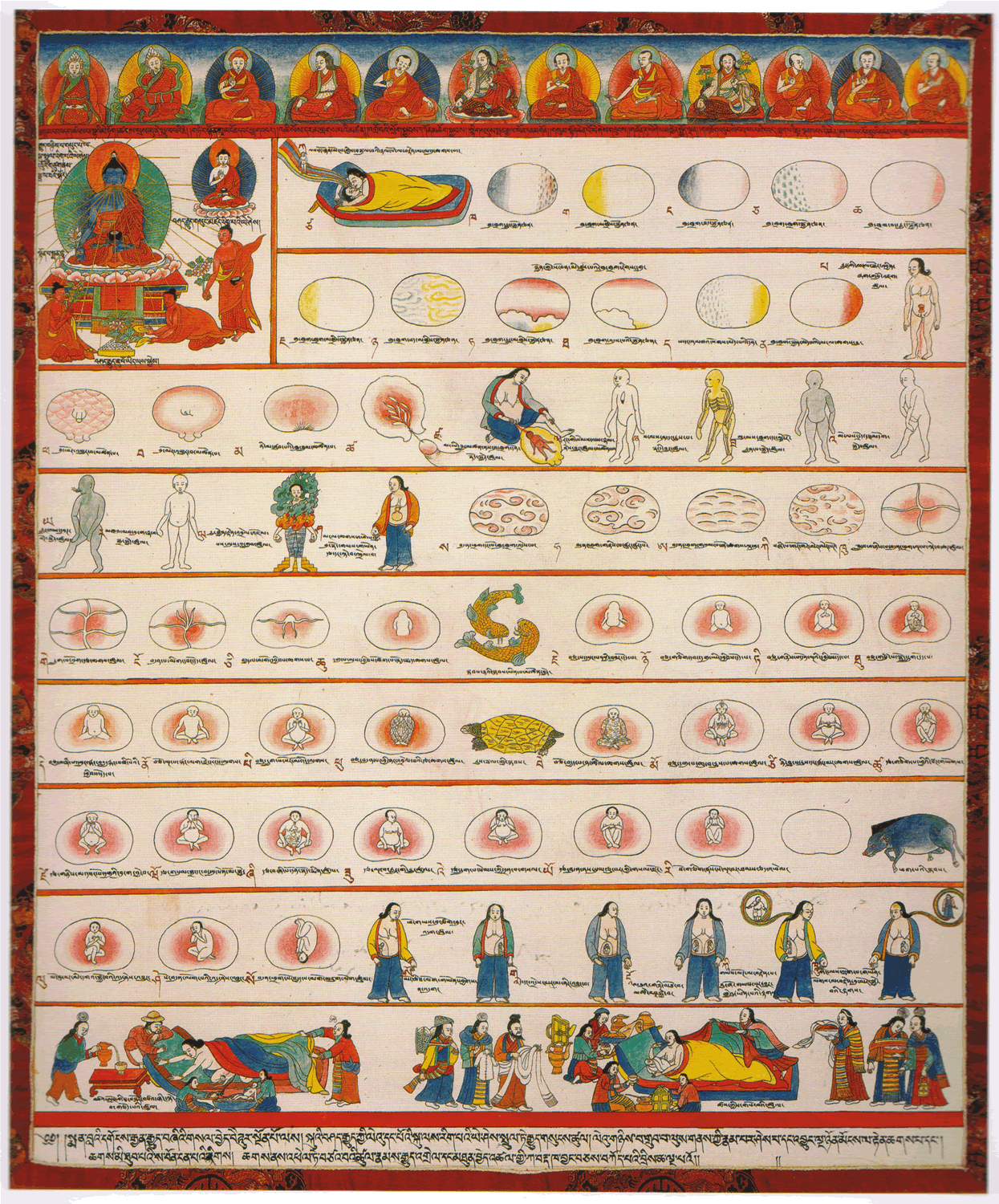
1720년 데시 상예 갸초(1653~1705)가 작성한 부처-청록주석(Buddha- Blue Beryl) 주위에 쓰여진 "탄트라스(Tantras)의 마음에 장식된 Medicine Buddha 불빛등". "청색 녹주석"으로도 알려져 있고 1694년 창스포리(Changspori, 강철의 산)에 멘지캉 학교를 설립한 5대 달라이 라마 (1617–1682)가 그려져 있는 그림.

- 한약 제품 연구부는 1982년에 설립되었고 1991년에 독립 부서가 되었다. 이 부서는 GMP (Good Manufacturing Practice)의 국제법 및 국제 규정에 따라 주로 티베트 의학에서 전통적으로 내려오는 공식을 기반으로 거의 40가지 종류 정도의 건강 관리 제품을 제조한다. 이러한 제품에는 머리 기름, 연고, 향, 주름 방지 크림, 마사지 오일 및 용차(loong tea)가 포함된다. 이곳의 모든 제품은 '소리그'(Sorig) 로 브랜드화되어 있다. 이 부서에는 2명의 의사와 약 20명의 연구원이 있다. 이 부서의 주요 목적과 목표는 인류의 이익을 위한 의료 및 미용 요법에 대한 지식을 보존하고 천연 허브의 가치에 대한 인식을 높이는 것이다.
- 연구 개발부는 1980년 '연구 개발'이라는 이름으로 설립되었다. 1994년부터 질병에 대한 연구를 수행했다. 1999년에 부서명이 임상 연구과로 변경되었다. 이 부서는 티베트 의학의 고유한 진단법과 그 특징을 바탕으로 티베트의 질병에 대한 새로운 용어를 만들고, 신약 생산 연구를 수행하고 증거 기반 실습을 문서화 한다. 임상 연구는 질병에 대한 현대의 법적 과학적 방법을 동종요법 의학과 접목시키며 수행된다. 1988년부터 고혈압, 당뇨병, B형 간염에 대한 임상 연구를 수행하고 있으며, 소화성 궤양 및 위염에 대한 고혈압 조사 및 예비 연구를 수행했다. 이들 중 당뇨병, 관절염, B형 간염 및 소살(tshothal) 연구에 대한 임상 시험은 큰 성공을 거두었다.[2] 공중 보건에 대한 공헌으로, 이 학과는 식생활법에 관한 책을 출판했으며 현재 다양한 미디어 플랫폼을 사용하여 일반 사람들에게 건강, 질병 예방, 식이 요법 및 생활 습관 관리에 대해 교육하고 있다.
- 제약부는 1961년에 설립되어 원료 수집, 재료 세척, 제제와 가공, 약재 분해, 알약 코팅, 의약품 계수의 7가지 하위 과정을 통해 의약품 제조를 위탁했다. 이 부서는 2010년 티베트 의학 중앙위원회에서 표준 제약 센터로 인정 받았다. 이 부서는 주로 알약과 분말 형태로 172종류의 의약품을 제조한다. 37가지 약품의 화학식은 규에시(Gyueshi, 고대의 의학 교과서)에서, 107개는 다양한 학자의 실용적인 지침에서, 35가지는 규에시와 개인 지침의 조합에서 파생되었다. 모든 의약품들은 요구 사항에 따라 멘지캉의 지점 병원에 배포된다.
제약부는 1964년 말에 잠양 타시 박사(Dr. Jamyang Tashi)가 제약부장으로 임명되었다. 2008년에 행정부의 지도와 지원 아래 부서에서 귀중한 약, 일반적인 약 등을 분류하고, 가루약과 같은 약들을 포장하기 위해 현대적인 포장 기계를 설치하였다. 2010년에는 티베트 의학 중앙위원회에서 표준 의약품 기관으로 인정받아 PR/C/001/2010에 등록되었다.
- 품질 관리부는 한약 제품 연구부에서 2002년에 독립된 부서이다. 2009년 말에 제약 부서의 새로운 건물로 확장 및 일부가 이전되었다. 이 부서에서는 멘지캉에서 생산되는 생약과 의약품 등의 물건의 품질을 관리하고 의약품, 소리그 제품 등을 보존하기 위한 논문을 작성한다. 또한 이들의 생산 표준화를 유지한다.
- 몸, 마음, 생활 부서는 2013년에 설립되었다. 이 부서의 주된 목표는 티베트 전통 의학 및 점성술에 언급된 신체 및 정신건강 관리 체계의 원칙과 함께 불교 정신의학에 주로 기반을 둔 전통 및 현대 지식을 동화시켜 가면서 정신건강 관리 서비스를 촉진하는 것이다.

## 입학하기 위한 조건
티베트인일 경우와 외국인일 경우의 입학 조건이 다르다. 티베트인일 경우, 입학 조건은 다음과 같다.
- 갱신된 인도 등록 인증서 (첫 장과 마지막 장의 복사본 필요)
- 갱신된 티베트 그린 북 (첫 장과 마지막 장의 복사본 필요)
- 거주지 및 특성 인증
- AISSE(All India Secondary School Examination), 12급 자격증
- 공인된 의사의 건강 진단서 소지
- 18세에서 25세 사이

티베트인이 아닐 경우 입학 조건은 다음과 같다. 이는 히말라야인도 포함한다.
- 달라이 라마 H.H.의 사무실에서, 혹은 정부로부터 추천을 받은 자여야 한다.
- AISSE(All India Secondary School Examination), 12급 자격증
- 공인된 의사의 건강 진단서 소지
- 18세에서 25세 사이

## 웹사이트
멘지캉의 웹사이트에서는 '질문과 답변'을 운영하는데, 주로 티베트의 전통 약을 어떻게 복용하는지, 다른 약을 먹고 티베트의 전통 약을 먹었을 때 부작용은 없는지, 또는 티베트 의학의 역사를 정리해두기도 하였고 멘지캉의 역사와 이념, 하는 일들은 무엇인지를 알려준다. 그 외에도, 질병은 어떻게 생기는 지, 식후나 식전 30분에 약을 먹는 것이 왜 좋은 지 등의 이유를 알려주기도 한다.

### 코로나바이러스감염증-19와 관련된 일
멘지캉 역시 코로나19 범유행을 조금이라도 더 일찍 종식시키기 위해 많은 힘을 쏟고 있다. 공식 홈페이지에는 'covid19' 보관됨 2020-11-12 - 웨이백 머신라는 새로운 게시판이 생겼고, 감염된 환자들에게 주는 식단을 조정한다거나 소변 검사를 진행하기도 한다. 코로나바이러스감염증-19에 대한 자가검진 설문조사 용지도 만들어 배포한다.

## 같이 보기
- 전통 티베트 의학
- 티베트 점성술

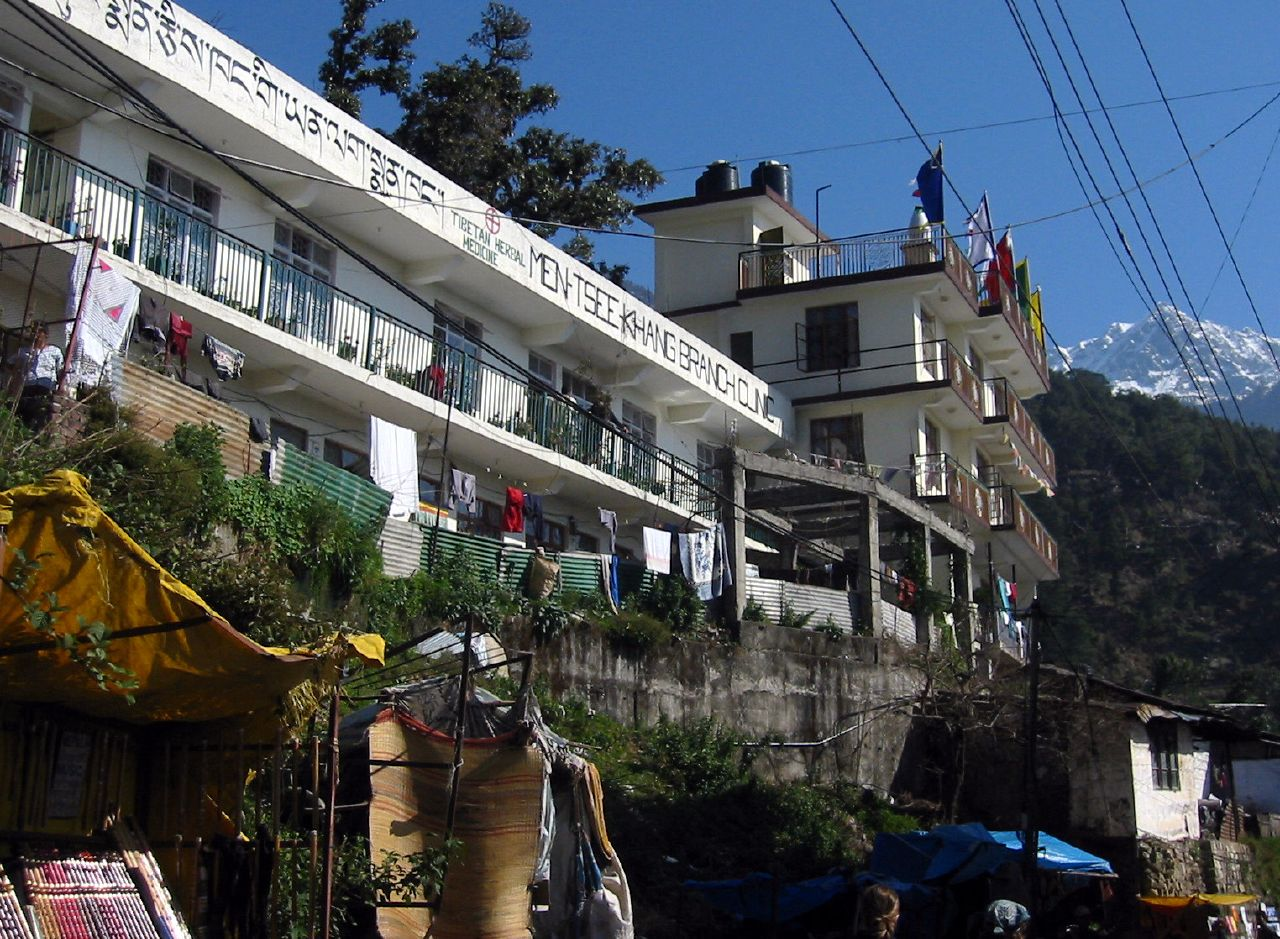
2005년 인도 McLeod Ganj에 있는 티베트 의학 및 점성술 연구소, 'Gangchen Kyishong'

- 로브 상 돌마 캉 카르(Lobsang Dolma Khangkar)